# Bloomsbury Publishing
Bloomsbury Publishing är ett brittiskt London-baserat bokförlag. Förlaget vann priset Publisher of the year åren 1999 och 2000. Företaget har växt ordentligt de sista åren, mycket tack vare att förlaget publicerar böckerna om Harry Potter av J. K. Rowling.
Företaget grundades 1986 av Nigel Newton som tidigare varit anställd på andra bokförlag. Företaget börsnoterades 1995 och detta gjorde att företaget gick från att bara ha gett ut kortare noveller till att också ge ut större romaner och barnböcker. En rättighetstvist under 1998 gjorde att förlaget tjänade 6,1 miljoner brittiska pund. Pengar som bland annat användes till att finansiera en amerikansk filial av företaget. Under 2000 köpte man upp förlaget A&C Black Plc och under 2002 expanderade man genom ytterligare uppköp av bland annat Whitakers Almanack.